# Безель Людмила Анатоліївна
Людми́ла Анато́ліївна Безель (17 жовтня 1957) — українська письменниця, акторка, співавторка містичних романів «Оплачено жизнью» і «Месть и женщина» та збірки фантастичних оповідань «Десять казок про життя тут і далеке там…».

## Біографія

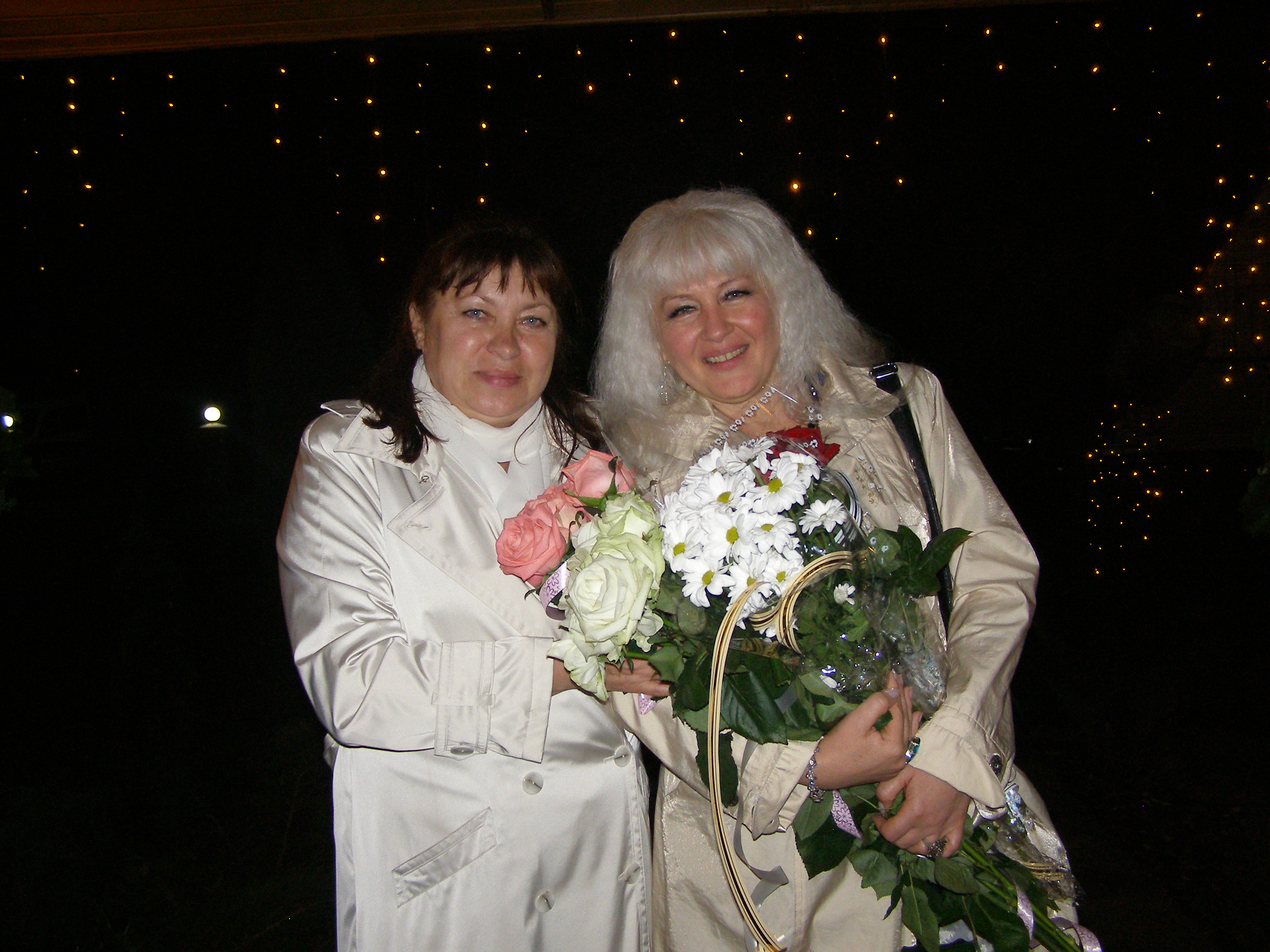
Людмила Безель разом з Марією Фаремною
2012

Народилась 17 травня 1957 року місті Сталіно.
Закінчила акторсько-режисерські курси при Донецькому управлінні культури.
Працювала акторкою в Івано-Франківському обласному театрі ляльок імені Павлика Морозова.
Через сімейні обставини — у 1977 році виїхала у Донецьк. Повернулась до акторської праці в Івано-Франківську лише у 1985 році.
З 1990 року — членкиня Спілки театральних діячів СРСР та Спілки театральних діячів України.
З 1990 року — працювала в Театрі фольклору, народних свят і видовищ. Разом із Олександром Шиманським, Володимиром Капущаком та Марією Фаремною була ведучою першого концерту до Дня Незалежності України в приміщенні Драматичного театру імені Івана Франка в Івано-Франківську.
Грала у виставах «Іконостас України», «Молитва поета», «Голодомор», «Степан Бандера. Автобіографія» та інших. Їздила з театром на гастролі до Югославії, Польщі, Росії.
У 1993 році важко захворіла. Після операцій — вже не змогла працювати в театрі.
З 2004 по 2009 рік, разом з акторкою і подругою Марією Фаремною, писала роман — «Оплачено жизнью». Опублікували його — у 2011.
Наступний роман — «Месть и женщина» — написали за два роки. Опублікували — у 2013.
У 2016 році видала збірку фантастичних оповідань «Десять казок про життя тут і далеке там…», написаних у співавторстві з Марією Фаремною. Після цього — почали працювати над романом про театр.